# Ahal FK
Ahal FK (turkm. «Ahal» futbol kluby) – turkmeński klub piłkarski, mający siedzibę w mieście Änew na wschodzie kraju. Założony w roku 1989.
W latach 1992 i 1998-2008 i od 2010 występuje w Ýokary Liga.

## Historia
Chronologia nazw:
- 1989–1991: Ahal-TsOP Ak-Daşaýak (ros. «Ахал-ЦОП» Акдашаяк)
- 1990–1992: Ahal Ak-Daşaýak (ros. «Ахал» Акдашаяк)
- 1998–...: Ahal FK (ros. ФК «Ахал»)

Piłkarski klub Ahal-TsOP został założony w miejscowości Ak-Daşaýak w 1989 roku. W 1989 zespół debiutował w Drugiej Lidze, strefie 7 Mistrzostw ZSRR. W 1990 po reorganizacji systemu lig ZSRR klub został przeniesiony do Drugiej Niższej Ligi, strefy 9, w której występował do 1991. Od 1990 nazywał się Ahal Ak-Daşaýak
W 1992 debiutował w pierwszych niepodległych rozgrywkach Wyższej Ligi Turkmenistanu. Zdobył brązowe medale mistrzostw, ale po zakończeniu rozgrywek został rozformowany.
Przed rozpoczęciem sezonu 1998/1999 klub został odrodzony jako Ahal FK i ponownie startował w Wyższej Lidze. Klub reprezentował wilajet achalski i grał swoje mecze domowe w Aszchabadzie, a organem kierującym był Główny Zarząd "Turkmennebitonumleri" Ministerstwa Nafty i Gazu oraz Zasobów Naturalnych Turkmenistanu. W 2008 zajął przedostatnie 10. miejsce w lidze i spadł do Pierwszej Ligi. Po roku przerwy powrócił do Wyższej Ligi.

## Sukcesy

### Trofea międzynarodowe
| \| \| Zdobyte trofea w rozgrywkach międzynarodowych (stan na: 31-12-2015) \| |                                                                     |      |          |
| Rozgrywki                                                                    | Osiągnięcie                                                         | Razy | Sezon(y) |
| · Liga Mistrzów AFC                                                          | zdobywca                                                            | 0    |          |
| · Liga Mistrzów AFC                                                          | finalista                                                           | 0    |          |
| Puchar AFC                                                                   | zdobywca                                                            | 0    |          |
| Puchar AFC                                                                   | finalista                                                           | 0    |          |
| Puchar AFC                                                                   | 4.miejsce w grupie                                                  | 1    | 2015     |
| Azjatycki Puchar Zdobywców                                                   | zdobywca                                                            | 0    |          |
| Azjatycki Puchar Zdobywców                                                   | finalista                                                           | 0    |          |
| Puchar Prezydenta AFC                                                        | zdobywca                                                            | 0    |          |
| Puchar Prezydenta AFC                                                        | finalista                                                           | 0    |          |
| FIFA                                                                         | Zdobyte trofea w rozgrywkach międzynarodowych (stan na: 31-12-2015) |      |          |

### Trofea krajowe
Turkmenistan
| \| \| Zdobyte trofea w rozgrywkach Turkmenistanu (stan na: 07-01-2023) \| |                                                                  |      |                                    |
| Rozgrywki                                                                 | Osiągnięcie                                                      | Razy | Sezon(y)                           |
| Mistrzostwo                                                               | I miejsce                                                        | 1    | 2022                               |
| Mistrzostwo                                                               | II miejsce                                                       | 6    | 2014, 2017, 2018, 2019, 2020, 2021 |
| Mistrzostwo                                                               | III miejsce                                                      | 1    | 1992                               |
| Puchar                                                                    | zdobywca                                                         | 2    | 2013, 2014                         |
| Puchar                                                                    | finalista                                                        | 0    |                                    |
| Superpuchar                                                               | zdobywca                                                         | 1    | 2014                               |
| Superpuchar                                                               | finalista                                                        | 1    | 2015                               |
| II liga                                                                   | I miejsce                                                        | 1    | 2009                               |
| II liga                                                                   | II miejsce                                                       | 0    |                                    |
| II liga                                                                   | III miejsce                                                      | 0    |                                    |
| Turkmenistan                                                              | Zdobyte trofea w rozgrywkach Turkmenistanu (stan na: 07-01-2023) |      |                                    |

ZSRR
| \| \| Zdobyte trofea w rozgrywkach Związku Radzieckiego (stan na: 31-12-1991) \| |                                                                         |      |          |
| Rozgrywki                                                                        | Osiągnięcie                                                             | Razy | Sezon(y) |
| Mistrzostwo                                                                      | I miejsce                                                               | 0    |          |
| Mistrzostwo                                                                      | II miejsce                                                              | 0    |          |
| Mistrzostwo                                                                      | III miejsce                                                             | 0    |          |
| Puchar                                                                           | zdobywca                                                                | 0    |          |
| Puchar                                                                           | finalista                                                               | 0    |          |
| II liga                                                                          | I miejsce                                                               | 0    |          |
| II liga                                                                          | II miejsce                                                              | 0    |          |
| II liga                                                                          | III miejsce                                                             | 0    |          |
|                                                                                  | Zdobyte trofea w rozgrywkach Związku Radzieckiego (stan na: 31-12-1991) |      |          |

- Wtoraja liga ZSRR:
  - 17. miejsce w grupie: 1989

## Stadion
Klub rozgrywa swoje mecze domowe na stadionie Aşgabat w Aszchabadzie, który może pomieścić 20,000 widzów.

## Piłkarze
Znani piłkarze:
- Altymyrat Annadurdyýew
- Zafar Babajanow
- Aleksandr Boliýan
- Wladimir Baýramow
- Gahrymanberdi Çoňkaýew
- Mämmedaly Garadanow
- Serdar Geldiyew
- Nikita Gorbunow
- Amir Gurbani
- Myrat Hamraýew
- Farhad Italmazow
- Ilyas Minhairow
- Artem Nikitenko
- Begli Nurmyradow
- Süleýman Orazow
- Mäkan Saparow
- Berdymyrat Şamyradow
- Yewgeniy Zemskov

## Trenerzy
- 1989–1990:  Djuma Mahmudow
- 1991:  Sergeý Kazankow
- 1992:  ?
- 1993–1997: klub nie istniał

...
- 2000:  Amangylyç Koçumow

...
- 2005:  Armen Sogomonýan
- 2005:  Ali Gurbani

...
- 2008:  Durdy Redjepov

...
- 2010:  Röwşen Muhadow
- 2011:  Armen Sogomonýan
- 2012:  Baýram Durdyýew
- 2012:  Ahmet Agamyradow
- 2013–2014:  Ali Gurbani
- 2014–2015:  Guwançmuhammet Öwekow
- 2015–...:  Boris Grigorýants